# Yamaha XT1200Z Super Ténéré
La XT 1200 Z Super Ténéré est une moto de type trail produite par Yamaha. Elle est une déclinaison d'une longue et ancienne série des « XT » avec la mythique 500, première de la série, débutée à la fin des années 1970.